# 林拓二
林 拓二（はやし たくじ、1945年9月 -2024年12月 ）は、日本の医学者。医学博士（愛知医科大学・論文博士・1989年）（学位論文「非定型精神病のCT所見：多変量解析法による検討」）。京都大学名誉教授。

## 来歴・人物
香川県出身。京都大学医学部卒業。専門は、臨床精神病理学、非定型精神病の精神生理・画像診断学的研究。
1989年（平成元年）「非定型精神病のCT所見：多変量解析法による検討」で愛知医科大学より医学博士の学位を取得。
七山病院、新阿武山病院に13年間、民間精神病院医師として勤務する。この間、大阪医科大学の満田久敏教授に師事し、三重大学の鳩谷龍名誉教授ならびに同志社大学の福田哲雄名誉教授の指導を受ける。その後、ボン大学に留学した後、愛知医科大学に精神科助手として就職し、臨床、教育と研究に取り組む。
2001年（平成13年）京都大学医学部精神科神経科教授に就任。一貫して非定型精神病（急性発症、周期性の経過、躁うつ症状や何らかの意識障害を疑いうる症状などにより特徴づけられる）の研究を行い、定型分裂病（慢性、進行性、情意鈍麻傾向が特徴的）との間の差異を検討し、両疾患の病態発生的相違の解明を行っている。
2009年（平成21年）京都大学医学部退官。豊郷病院附属臨床精神医学研究所所長に就任。
2019年（平成31年）2月、精神保健指定医の取り消し処分を受けた。これは、若い医師が指定医を申請する際に適切な指導を怠ったとされたもので、この間の事情は、豊郷臨床精神医学研究所第９巻の巻頭言「めくら判は押したらあかん」に詳述されている。

## 略歴
- 1970年
  - 京都大学医学部卒業
  - 七山病院常勤医師
- 1977年 - 新阿武山病院常勤医師
- 1981年 - 七山病院常勤医師
- 1982年‐83年 - ボン大学精神科客員医師
- 1984年 - 愛知医科大学精神科助手
- 1989年 - 愛知医科大学精神科講師
- 1996年 - 愛知医科大学精神科助教授
- 2000年 - 愛知医科大学精神科教授
- 2001年 - 京都大学医学部精神科神経科教授
- 2009年
  - 京都大学名誉教授
  - 豊郷病院附属臨床精神医学研究所所長

## 編著書
- 『非定型精神病 ― 内因性精神病の分類と診断を考える』（新興医学出版社）（2008年）
- 『操作的診断vs従来診断 ― 非定型精神病とうつ病をめぐって』（共編著、中山書店）（2008年）
- 『Clinical neurobiology of atypical psychoses』（京都大学学術出版会）（2009年）

## 翻訳
- 『内因性精神病の分類』（医学書院）（2002年）
- 『精神病とは何か ― 臨床精神医学の基本構造』（新曜社）（2005年）